# Alberto Suárez Inda
Alberto Suárez Inda (ur. 30 stycznia 1939 w Celaya) – meksykański duchowny katolicki, arcybiskup Morelia w latach 1995–2016, kardynał.

## Życiorys
Wyświęcony na kapłana 8 sierpnia 1964, był inkardynowany do archidiecezji Morelia. w 1973 został włączony do duchowieństwa nowo powstałej diecezji Celaya. 
5 listopada 1985 został mianowany biskupem Tacámbaro. Sakrę biskupią przyjął 20 grudnia tego samego roku.
20 stycznia 1995 papież Jan Paweł II mianował go arcybiskupem Morelia. Ingres odbył się 24 lutego 1995.
4 stycznia 2015 ogłoszony kardynałem przez papieża Franciszka. Insygnia nowej godności odebrał 14 lutego.
5 listopada 2016 papież przyjął jego rezygnację z urzędu metropolity i mianował na jego miejsce biskupa Carlosa Garfias Merlos.